# Inopeplus fusciipennis
Inopeplus fusciipennis is een keversoort uit de familie platsnuitkevers (Salpingidae). De wetenschappelijke naam van de soort werd in 1883 gepubliceerd door Léon Marc Herminie Fairmaire.